# Shaquill Sno
Shaquill Montell Sno (Amsterdam, 5 gennaio 1996) è un calciatore olandese, difensore del Gżira Utd.

## Biografia
Ha origini surinamesi.

## Caratteristiche tecniche
È un terzino destro.

## Carriera
Muove i suoi primi passi nel settore giovanile dell'Ajax. Il 14 febbraio 2020 lascia i Paesi Bassi, accordandosi con l'Aalesund, nel campionato norvegese. Il 17 giugno 2022 – dopo una breve esperienza in Bulgaria alla Lokomotiv Plovdiv – si trasferisce al Botoșani, in Romania, firmando un biennale con opzione di rinnovo.

## Statistiche

### Presenze e reti nei club
Statistiche aggiornate al 13 settembre 2023.
| Stagione        | Squadra           | Campionato      | Campionato | Campionato | Coppe nazionali | Coppe nazionali | Coppe nazionali | Coppe continentali | Coppe continentali | Coppe continentali | Altre coppe | Altre coppe | Altre coppe | Totale | Totale |
| Stagione        | Squadra           | Comp            | Pres       | Reti       | Comp            | Pres            | Reti            | Comp               | Pres               | Reti               | Comp        | Pres        | Reti        | Pres   | Reti   |
| --------------- | ----------------- | --------------- | ---------- | ---------- | --------------- | --------------- | --------------- | ------------------ | ------------------ | ------------------ | ----------- | ----------- | ----------- | ------ | ------ |
| 2017-2018       | Telstar           | EED             | 33+2       | 1          | CO              | 1               | 0               | -                  | -                  | -                  | -           | -           | -           | 36     | 1      |
| 2018-2019       | Telstar           | EED             | 27         | 1          | CO              | 1               | 0               | -                  | -                  | -                  | -           | -           | -           | 28     | 1      |
| 2019-feb. 2020  | Telstar           | EED             | 14         | 0          | CO              | 0               | 0               | -                  | -                  | -                  | -           | -           | -           | 14     | 0      |
| Totale Telstar  | Totale Telstar    | Totale Telstar  | 74+2       | 2          |                 | 2               | 0               |                    | -                  | -                  |             | -           | -           | 78     | 2      |
| 2020            | Aalesund          | ES              | 23         | 0          | -               | -               | -               | -                  | -                  | -                  | -           | -           | -           | 23     | 0      |
| 2021-2022       | Lokomotiv Plovdiv | A-PFG           | 9          | 0          | CB              | 2               | 0               | UECL               | 1                  | 0                  | -           | -           | -           | 12     | 0      |
| 2022-gen. 2023  | Botoșani          | L1              | 16         | 2          | CR              | 2               | 0               | -                  | -                  | -                  | -           | -           | -           | 18     | 2      |
| gen.-giu. 2023  | Mioveni           | L1              | 8+6        | 0          | CR              | 1               | 0               | -                  | -                  | -                  | -           | -           | -           | 15     | 0      |
| Totale carriera | Totale carriera   | Totale carriera | 138        | 4          |                 | 7               | 0               |                    | 1                  | 0                  |             | -           | -           | 146    | 4      |